# Hermann Stessl
Hermann Stessl (Graz, 3 settembre 1940) è un allenatore di calcio ed ex calciatore austriaco, di ruolo centrocampista, dal 2007 nello staff tecnico della Nazionale libanese come vice-allenatore.

## Carriera
Dopo aver concluso la carriera da calciatore, trascorsa quasi esclusivamente con la maglia del Grazer AK, Stessl diviene allenatore. Allena Leibnitz e Wolfsberg prima di passare al Kapfenberger, club col quale sfiora la promozione in massima divisione terminando il proprio girone al secondo posto della seconda divisione austriaca. Trasferitosi sulla panchina del Grazer AK, nel 1975 vince il torneo di seconda divisione austriaca, nella sua prima edizione a girone unico, davanti al Wiener SC e ottiene la promozione in prima divisione. Nel biennio seguente riesce a mantenere il Grazer AK nella prima serie, quindi è contattato dall'Austria Vienna: al suo primo anno vince nettamente il campionato austriaco del 1978. Stessl partecipa con l'Austria Vienna alla Coppa delle Coppe: gli austriaci eliminano Cardiff City (1-0), Lokomotíva Košice (1-1, per la regola dei gol fuori casa), Hajduk Spalato (2-2, vincendo ai rigori) e Dinamo Mosca (3-3, nuovamente ai rigori), accedendo alla finale di Parigi, persa contro l'Anderlecht con un netto 4-0. L'anno seguente, il tecnico vince il suo secondo campionato consecutivo. Nel 1978-1979, l'Austria Vienna è impegnato in Coppa Campioni: esclude Vllaznia (4-3), Lillestrøm (4-1) e Dinamo Dresda (3-2), uscendo dalla massima competizione europea in semifinale, dopo aver perso per 1-0 il ritorno della sfida contro il Malmö FF (0-0 all'andata).
Nel 1979 è chiamato sulla panchina dei campioni di Grecia dell'AEK Atene, ma l'allenatore austriaco finisce al quarto posto in campionato che non consente alla squadra ateniese la partecipazione alle competizioni europee nonostante i due punti di distanza dall'Olympiacos vincitore. L'anno dopo, passa ai portoghesi del Porto: finisce secondo il campionato del 1981 e terzo quello del 1982, raggiungendo la finale di Coppa nel 1981 e vincendo la Supercoppa nazionale del 1981 grazie alla vittoria sul Benfica per 4-1 nella partita di ritorno, dopo aver perso la finale d'andata 2-0. Dopo aver guidato anche Boavista, Vitória Guimarães e Sturm Graz, Stessl torna all'Austria Vienna e vince il suo terzo campionato austriaco nel 1986. Allena anche a Zurigo e Santander, tornando in patria nel 1992. Fa un secondo ritorno all'Austria Vienna nello stesso anno, chiudendo la stagione con il suo quarto successo nella prima divisione. Nel 1995 siede sulla panchina dei campioni nazionali dell'Austria Salisburgo, finendo all'ottavo posto. È la sua ultima stagione da allenatore: termina la carriera dopo aver vinto otto titoli.

## Palmarès

### Allenatore
- Erste Liga: 1

Grazer AK: 1974-1975
- Campionato austriaco: 4

Austria Vienna: 1977-1978, 1978-1979, 1985-1986, 1992-1993
- Supercoppa di Portogallo: 1

Porto: 1981
- Coppa d'Austria: 1

Austria Vienna: 1985-1986
- Supercoppa d'Austria: 1

Austria Vienna: 1992